# Coteaux-varois-en-provence
 (mars 2025).
Si vous disposez d'ouvrages ou d'articles de référence ou si vous connaissez des sites web de qualité traitant du thème abordé ici, merci de compléter l'article en donnant les références utiles à sa vérifiabilité et en les liant à la section « Notes et références ».
Le coteaux-varois-en-provence est un vin d'appellation d'origine contrôlée produit sur une partie du département du Var.

## Histoire

### Préhistoire et Antiquité
Le dolmen des Adrets situé sur les crêtes entre Brignoles et Le Val datant de l'époque néolithique sont les premières marques de présence humaine.
Justin, dans son Abrégé des histoires philippiques (Historiarum Philippicarum, Livre XLIII, chap. IV,1-2), un ouvrage qu'il présente dans sa préface comme un florilège des passages les plus importants et les plus intéressants du volumineux Historiæ phillippicæ et totius mundi origines et terræ situs rédigé par Trogue Pompée à l’époque d’Auguste, explique : « Sous l'influence des Phocéens, les Gaulois adoucirent et quittèrent leur barbarie et apprirent à mener une vie plus douce, à cultiver la terre et à entourer les villes de remparts. Ils s'habituèrent à vivre sous l'empire des lois plutôt que sous celui des armes, à tailler la vigne et à planter l'olivier, et le progrès des hommes et des choses fut si brillant qu'il semblait, non pas que la Grèce eût émigré en Gaule, mais que la Gaule eût passé dans la Grèce ».
Lors de la colonisation, les Romains assainirent les terres et construisirent de nombreuses villæ en bordure de la Via Aurelia. Restaurée sous Néron (58), cette dernière fut alors marquée de bornes milliaires.
Un mur de soutènement d'une villa romaine a notamment été découverte sur la route de Flassans. Le Musée du pays brignolais conserve de nombreux éléments de l'Antiquité comme l'autel de Sumian (VIe-VIIe siècle) ou un sarcophage de style hellénistique de la fin du IIe.

### Moyen Âge
Le vignoble est cité pour la première fois en 558 dans la charte du roi Childebert concernant La Celle.
En 1056, les seigneurs de Brignoles donnent à Saint-Victor de Marseille, l'église Saint-Jean-des-Vignes construite par un riche tenancier, Baronus.
Le 9 décembre 1279, sur l'initiative du futur roi Charles II, est entreprise l'excavation d'un mausolée familial romain contenant quatre sarcophages en marbre que l'on attribue à sainte Marie Madeleine, saint Maximin et saint Sidoine. Cette découverte constitue à ce jour la plus ancienne entreprise de fouille archéologique en Provence.

### Période moderne
Le 28 novembre 1502, la première assemblée du Parlement de Provence se tient dans le palais des comtes à Brignoles, Aix ayant refusé de la recevoir.
Le 15 juillet 1536, Charles Quint, avec ses cinquante mille homme, passe le Var et livre Brignoles au pillage. Il change son nom en Nicopolis, la ville de la Victoire.
Le 28 août 1563, les huguenots envahirent la ville comme l'indique l'inscription sur une pierre au no 5 rue Poissonnerie.
Le 1er janvier 1589, Hubert, baron de Vins, livre Brignoles au pillage avant de lui vendre tous ses biens qu'il possède dans son terroir pour la somme de 50 000 écus.

### Période contemporaine

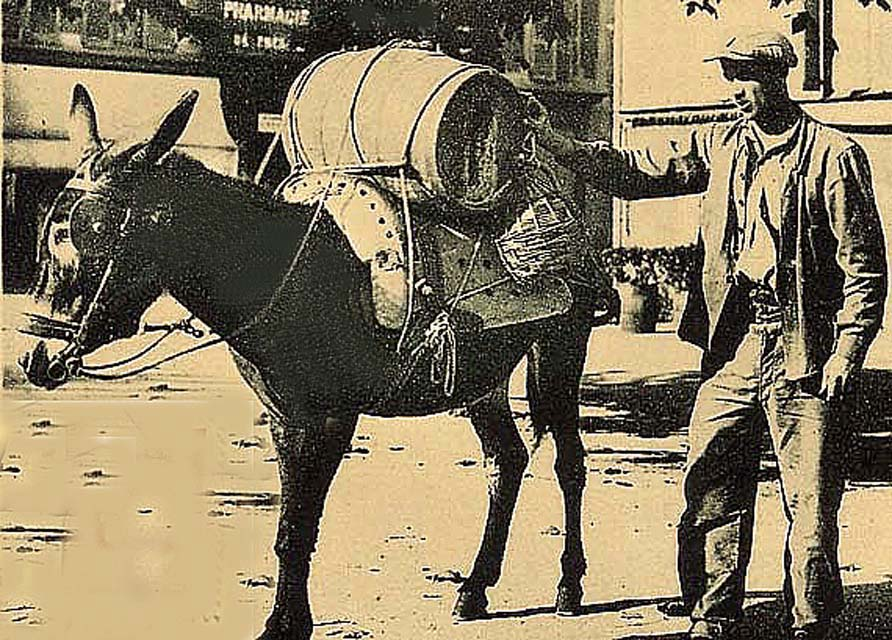
Transport de vin par mule en Provence en 1921.

Fin mars 1789, des émeutes dues à la crise frumentaire ont lieu.
Lorsque la nouvelle du coup d'État du 2 décembre 1851, perpétré par Louis-Napoléon Bonaparte, arrive en Provence, les communes du Var, s’insurgent, leur révolte fut réprimée le 8 décembre à Aups.
Depuis 1921, une foire-exposition des vins de Provence se déroule chaque année à Brignoles la deuxième semaine d'avril et accueille régulièrement cinq cents exposants et près de cinquante mille visiteurs.
Le 24 mars 1993, un décret de l'INAO classe les vins des Coteaux Varois en AOC.

## Situation géographique

### Orographie
Le vignoble des coteaux-varois-en-Provence est très discontinu entre les massifs calcaires boisés. L’aire est limitée au Nord par la série de plateaux de Rians à Canjuers ; au Sud, par les Monts du Toulonnais ; à l’Ouest, par le Mont Aurélien ; à l’Est, par la Barre de Saint-Quinis - Les vallées sont étroites et les bassins bien distincts à des altitudes diverses.

### Géologie
Les terrains de cette appellation se situent sur des calcaires appartenant à de nombreux étages du Trias, du Jurassique et de Crétacé inférieur. Les principaux types de sols sont : les sols d’argiles rouges de décalcification à débris calcaires anguleux, les sols bruns sur marnes, les sols sur colluvionnement ou sur alluvions anciennes, caillouteux et profonds à la périphérie des bassins karstiques.

### Climatologie
Le climat est méditerranéen : chaud l'été, ensoleillé et frais l'hiver, doux en demi-saison. Ce terroir viticole est relativement protégée du mistral grâce à ses massifs et collines.
L'été est chaud et sec, l'hiver est sec. On compte 300 jours de soleil par an. Les températures moyennes oscillent de 5 °C en janvier à 23 °C en juillet. Il arrive qu'elles soient négatives en hiver (-8,5 °C et -12 °C) et extrêmement élevées (> 40 °C) l'été. En automne, des orages violents peuvent avoir lieu. Le vignoble connaît des microclimats variés, plus humides et ventés ou protégés selon les endroits.
| Mois                              | jan.  | fév. | mars | avril | mai  | juin | jui. | août | sep. | oct.  | nov. | déc. | année |
| --------------------------------- | ----- | ---- | ---- | ----- | ---- | ---- | ---- | ---- | ---- | ----- | ---- | ---- | ----- |
| Température minimale moyenne (°C) | 5,2   | 5,7  | 6,9  | 9,8   | 13,4 | 16,9 | 22,4 | 22,1 | 17,4 | 9,6   | 8,3  | 5,5  | 11,5  |
| Température maximale moyenne (°C) | 11,6  | 13   | 14,1 | 15,4  | 19,6 | 24,1 | 28,1 | 28,7 | 24,9 | 15,2  | 14,8 | 11,9 | 18,8  |
| Record de froid (°C)              | −11,8 | −8,8 | −6,3 | 5,1   | 6,2  | 9,3  | 14,5 | 16,1 | 4,7  | 3,8   | −1,2 | −9,6 | −9,5  |
| Record de chaleur (°C)            | 21,6  | 23,8 | 25,5 | 26,1  | 29,7 | 37,6 | 38,9 | 39,4 | 33,4 | 24,9  | 21,3 | 20,7 | 35,4  |
| Précipitations (mm)               | 89,9  | 66,2 | 70,8 | 69    | 52,3 | 32,7 | 20,5 | 28,9 | 70,1 | 101,2 | 98,1 | 88,4 | 834,7 |

## Vignoble

### Présentation
Le vignoble s'étend sur 28 communes du Var :
Barjols, Bras, Brignoles, Brue-Auriac, Camps-la-Source, La Celle, Châteauvert, Forcalqueiret, Garéoult, Méounes-lès-Montrieux, Nans-les-Pins, Néoules, Ollières, Pontevès, Rocbaron, La Roquebrussanne, Rougiers, Sainte-Anastasie-sur-Issole, Saint-Maximin-la-Sainte-Baume, Saint-Zacharie, Salernes, Seillons-Source-d'Argens, Signes, Tavernes, Tourves, Le Val, Varages, Villecroze.

### Encépagement
Pour les vins rouges et rosés : Cépages principaux : Cinsault, Grenache, Mourvèdre, Syrah (supérieur ou égal à 80 %). Cépages accessoires : Cabernet-Sauvignon, Carignan, Tibouren.
Pour le vins blancs : Clairette, Grenache blanc, Sémillon (inférieur ou égal à 30% de l'encépagement)  Ugni blanc (inferieur ou égal à 25% de l'encépagement) et Vermentino (supérieur ou égal à 30% de l'encépagement)

### Vinification

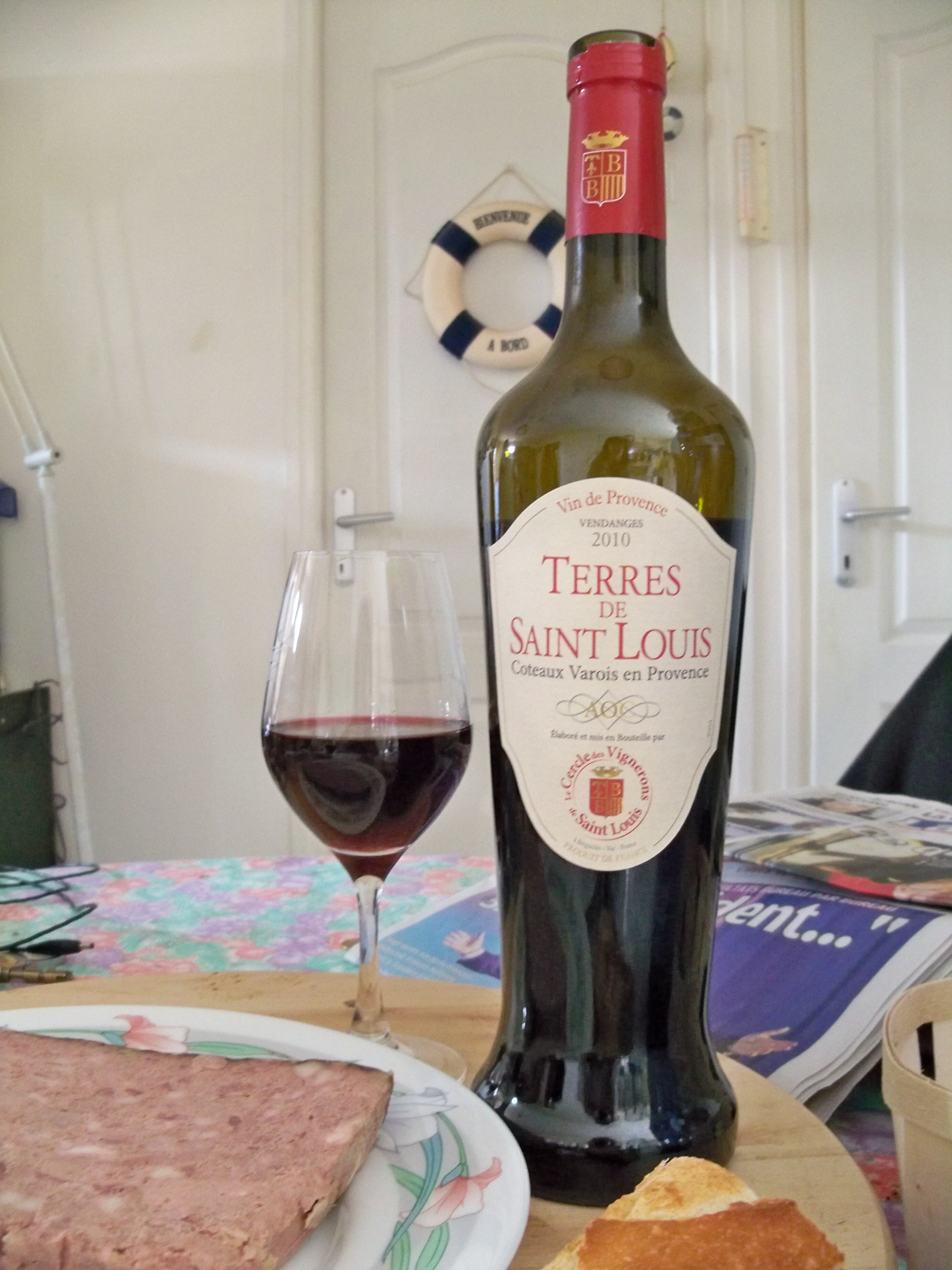
Coteaux-varois-en-provence rouge.

Comme de nombreux vignobles en dessous du 45e parallèle, les Coteaux Varois en Provence sont des vins assemblant plusieurs cépages. Ceci est justifié par les caractéristiques climatiques régionales avec des étés très chauds, sinon torrides, qui participent à la surmaturation des cépages. Tous les essais de vinification mono-cépage ont démontré que ces vins ne peuvent atteindre une qualité élevée et donner la véritable expression du terroir. Par contre l'assemblage de plusieurs variétés permet d'obtenir un parfait équilibre entre acidité, alcool et tannins.
Vinification en rouge
C'est le grenache noir qui représente la plus importante proportion, il est assemblé avec le mourvèdre et la syrah. Un peu de cinsault permet d'apporter la finesse. Les trois premiers cépages permettent d'obtenir un parfait équilibre et donnent des grands vins de garde qui truffent en vieillissant.
Vinification en rosé
En Provence, deux techniques sont principalement utilisées pour cette étape : la macération pelliculaire et le pressurage direct. Le choix de l’une ou l’autre technique sera guidé par plusieurs facteurs : l’état et la maturité de la vendange, les cépages vinifiés et leur potentiel organoleptique, le choix de leur proportion au moment de leur assemblage et le profil organoleptique recherché. Dans les deux cas, produire du vin rosé demande beaucoup de minutie pour obtenir une belle couleur et des arômes délicats et expressifs à la fois. Le jus fermente à basse température (15 à 20°C) pour préserver au maximum les arômes. La fermentation dure en moyenne une semaine.
Vinification en blanc
La vendange de raisins blancs à pulpe blanche arrive au chai. Le plus souvent, on procède à l’éraflage / égrappage (les baies sont séparées de la rafle), puis au foulage (les baies éclatent et libèrent la pulpe, la peau, les pépins et le jus de raisin), les baies sont ensuite égouttées directement dans le pressoir ou mises en cuve de macération pelliculaire. Dans ce dernier cas, la macération se fera à température maîtrisée (10 °C à 14 °C), le temps nécessaire à la diffusion des arômes variétaux de la pellicule vers la pulpe. Les jus de goutte et de presse peuvent être séparés dans un premier temps puis suivant leurs potentialités aromatiques être assemblés ou non.

### Méthodes culturales

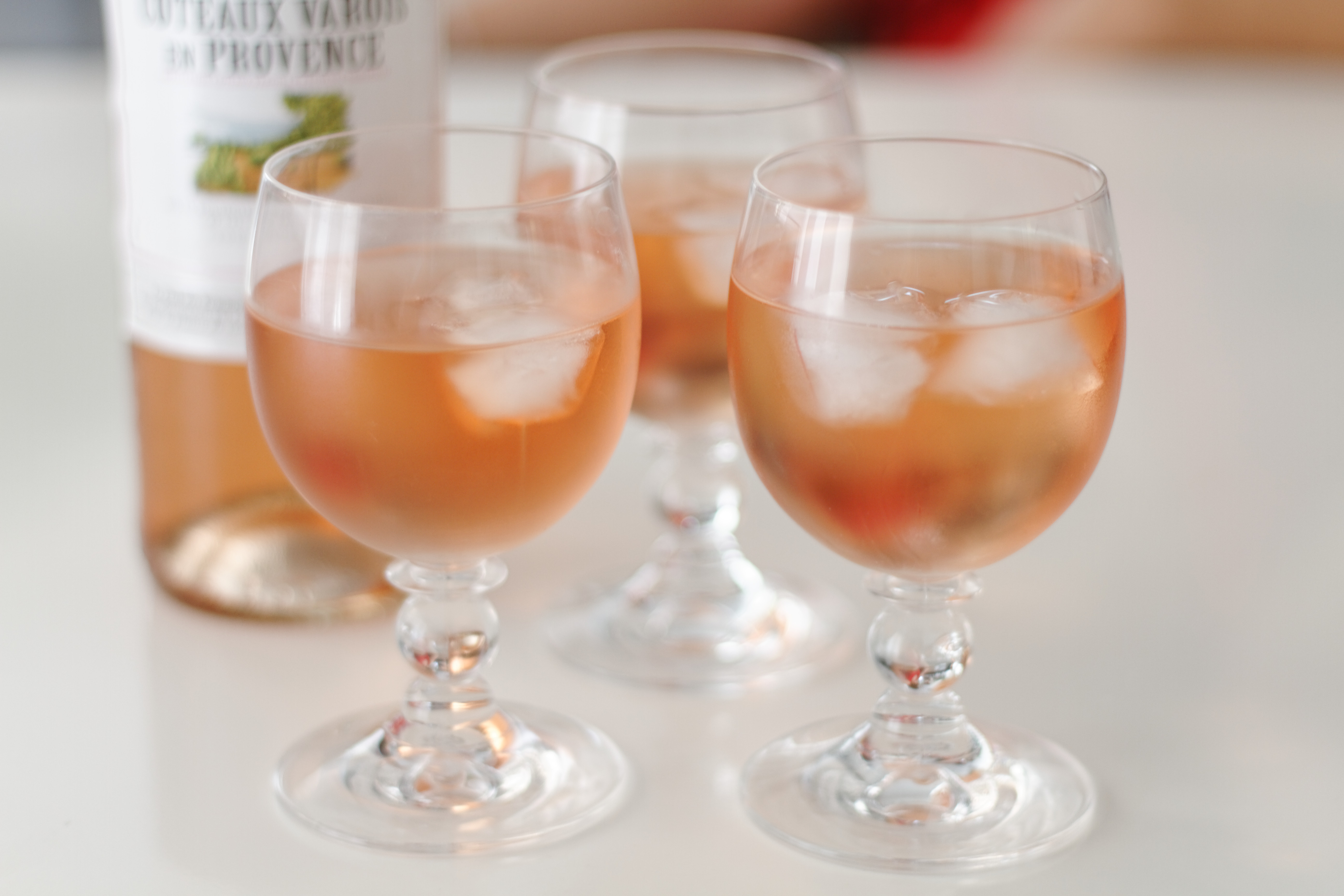
Rosé d'été.

Les vignes sont conduite en taille courte (Cordon de Royat ou Gobelet ). Chaque pied doit comporter au maximum 6 coursons à 2 yeux francs maximum. Soit 12 yeux francs maximum par cep. Les cépages Cabernet-Sauvignon N et Syrah N peuvent être conduit en taille longue dite Guyot, avec un maximum de 10 yeux francs par cep, dont 8 yeux francs sur le long bois.
Les vignes présentent une densité minimale à la plantation de 4000 pieds à l’hectare. Chaque pied dispose d’une superficie maximale de 2,50 mètres carrés. Cette superficie est obtenue en multipliant les distances d’inter-rang et d’espacement entre les pieds. L’écartement entre les rangs ne peut être supérieur à 2,50 mètres.
Le rendement est fixé à 55 hectolitres par hectares, le rendement butoir est de 60 hectolitres par hectares.

### Structure des exploitations
Il y a le vignoble 12 caves coopératives et 65 domaines et châteaux.

### Type de vins et gastronomie

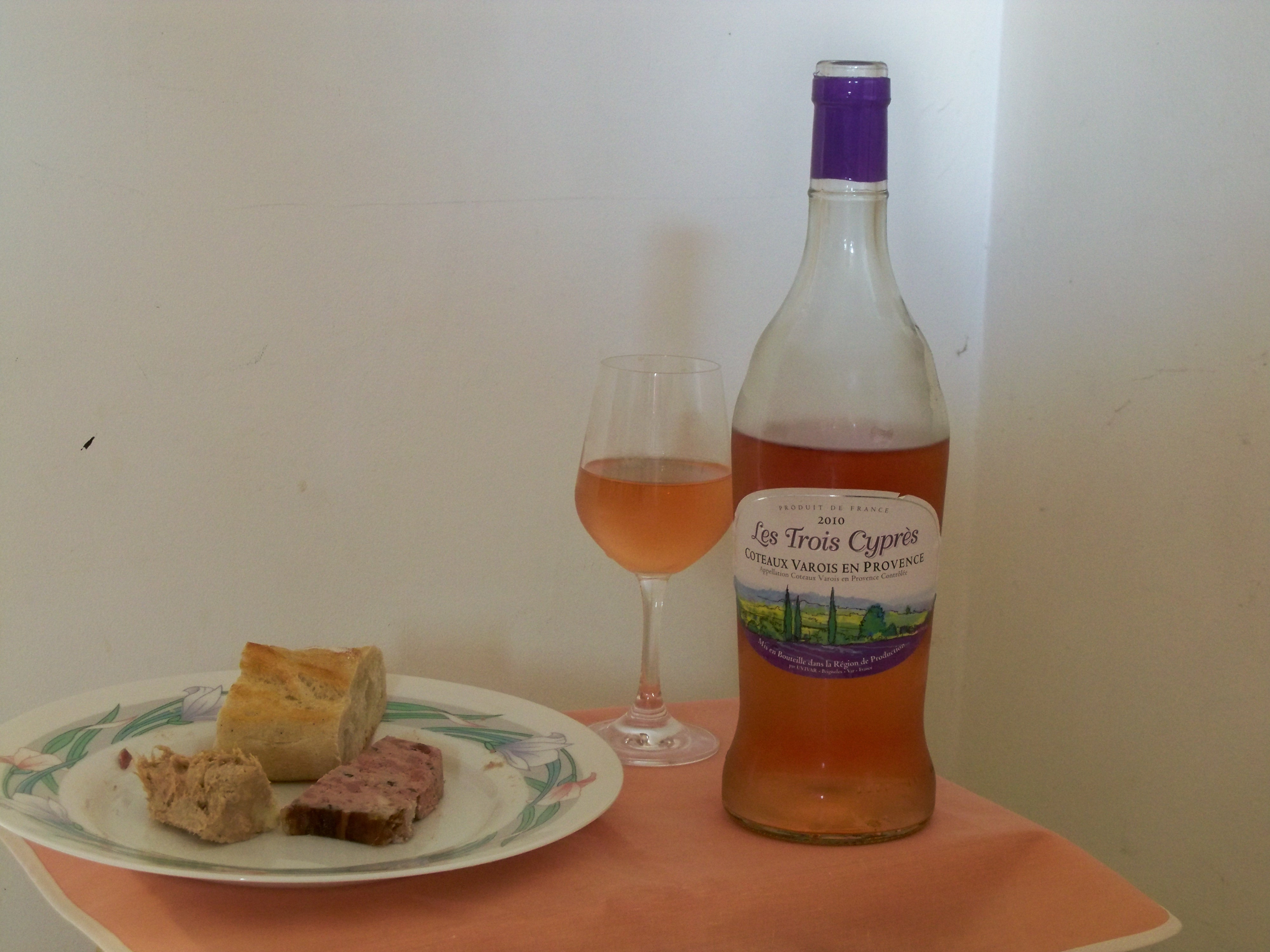
Rosé des Coteaux Varois en Provence.

Les rouges évoluent des arômes de fruits à noyau en leur prime jeunesse vers des notes de cuir et de truffes en vieillissant. Ce sont des vins de grande garde - dix ans et plus - traditionnellement conseillé sur du gibier et de la venaison et il s'accorde parfaitement avec les daubes provençales, les civets de lièvre ou de sanglier.
Le rosé, en fonction de sa vinification - par saignée ou par pressurage direct -  peut se garder entre 2 ou 4 ans. C'est un vin à boire à table avec les charcuteries et les fromages. Il s'accorde parfaitement avec la cuisine asiatique.
Le blanc, traditionnellement, est conseillé soit en apéritif, soit sur des poissons, coquillages et crustacé&s. Il se révèle parfait en accompagnement d'un fromage de chèvre.

### Commercialisation
La commercialisation, sur le marché intérieur, se fait à partir des CHR, cavistes, grande distribution, salons pour les particuliers et les professionnels.

## Liste des producteurs
Barjols
- La Bastide des Roseaux

Bras

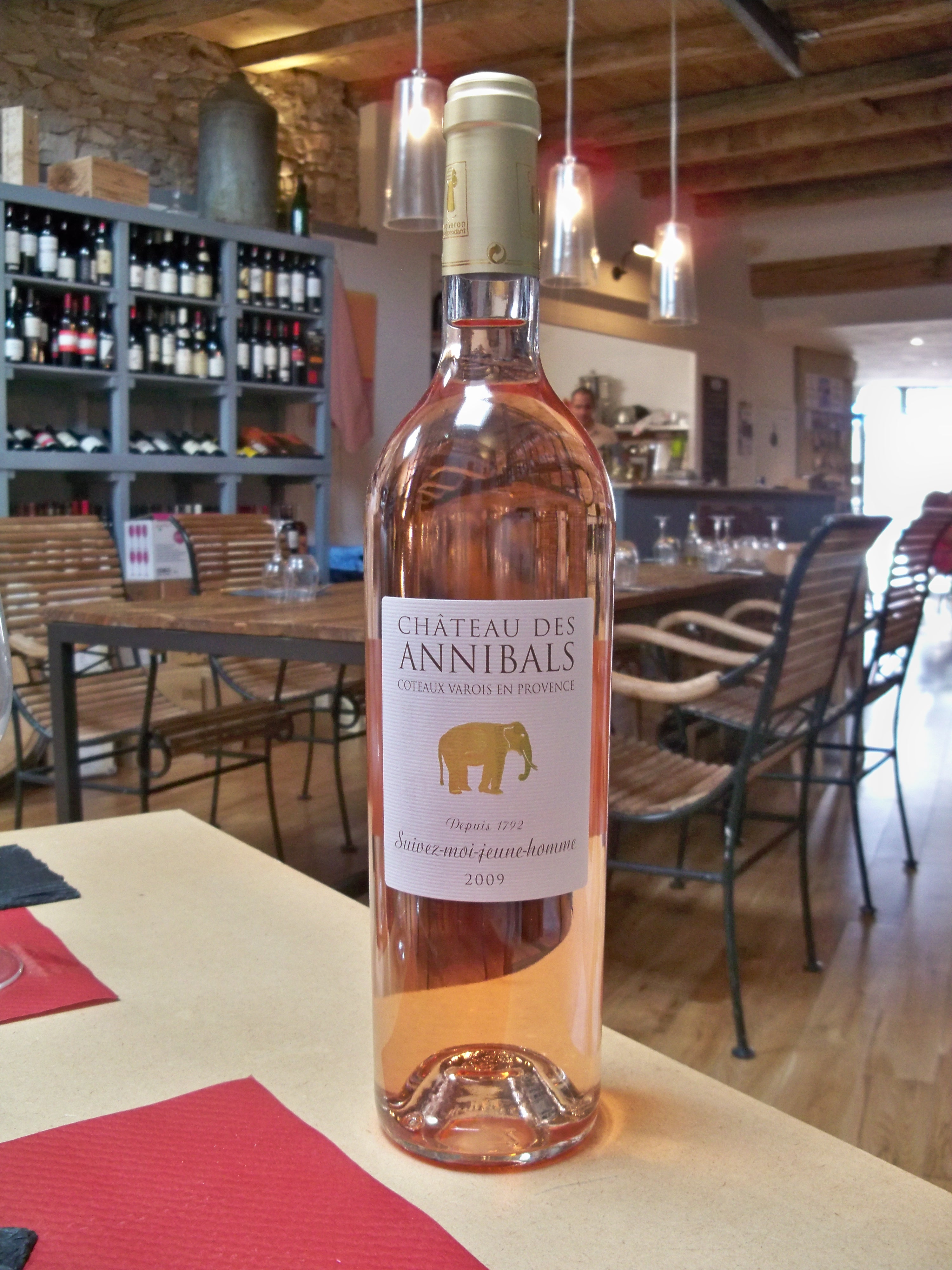
Château des Annibals.

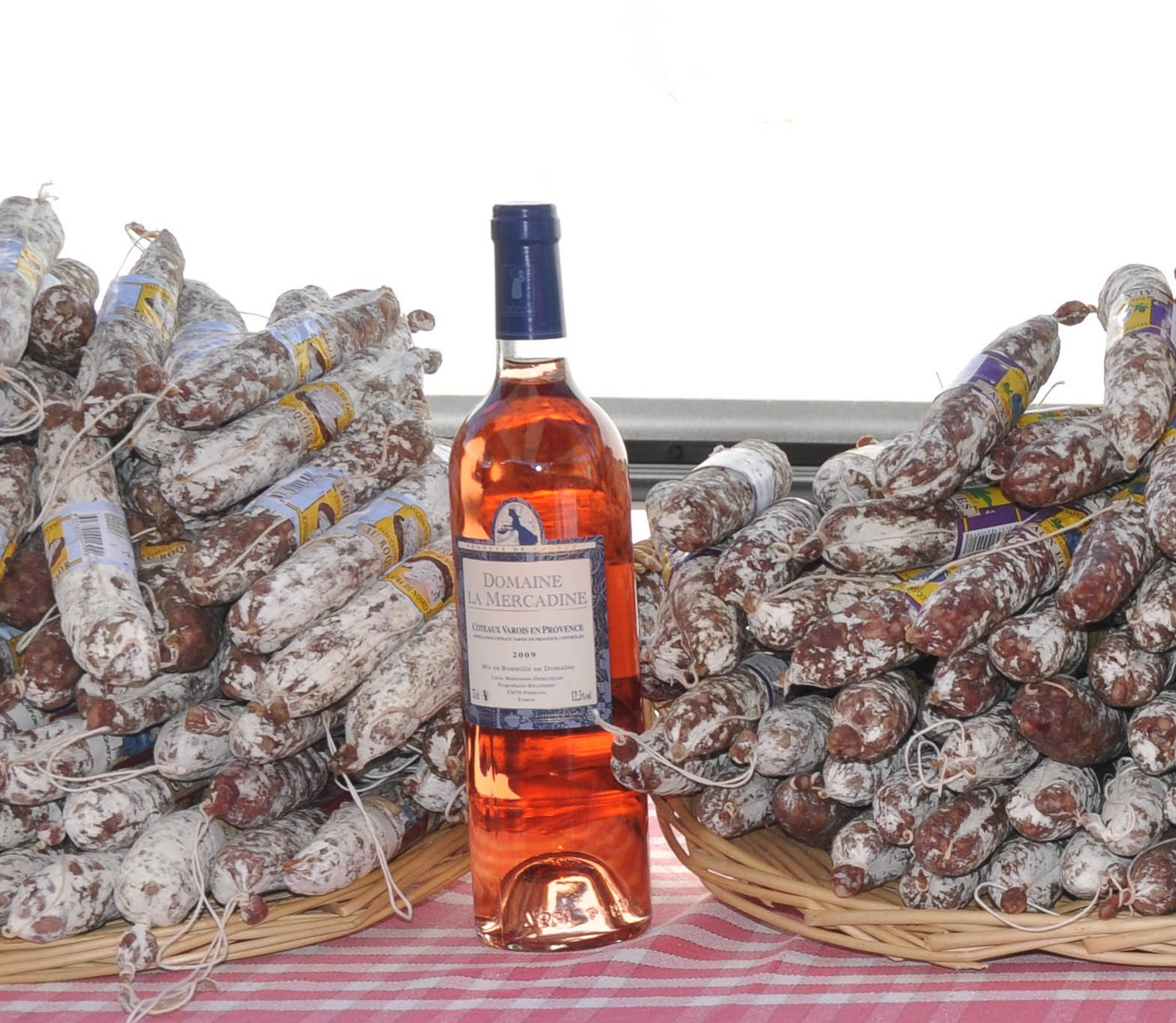
Domaine la Mercadine.

- Coopérative vinicole "Les vignerons de la Provence Verte"

Brignoles
- Coopérative vinicole "Les vignerons de la Provence Verte"
- Château Merlançon
- Domaine de Bourganel
- Domaine des Annibals
- Château de Fontlade
- Château La Lieue
- Château Margillière
- Domaine de Ramatuelle
- La Grand Vigne

Brue-Auriac
Camps-la-Source
La Celle
- Château de L'Escarelle
- Domaine de la Gayolle

Châteauvert
- Château Margüi

Forcalqueiret
- Domaine des Déoux

Garéoult
- Coopérative vinicole "Les vignerons de la Provence Verte"
- Château des Chaberts
- Domaine de Cambaret
- Domaine de Garbelle
- Domaine de la Bastide des Oliviers
- Domaine Harmonie des arpents

Méounes-lès-Montrieux
Nans-les-Pins
- Domaine de Triennes
- Château La Martine

Néoules
- Domaine De Trians

Ollières
- Domaine de l’Abbaye de St Hilaire
- Chateau d'Ollières

Pontevès
- Domaine de Saint Ferréol
- Château La Calisse
- Domaine La Mercadine
- Château Duvivier

Rocbaron
- La Pesseguiere

La Roquebrussanne
- Domaine du Loou
- Domaine Les Terres Promises

Rougiers
- Les Vignerons de la Ste Baume

Sainte-Anastasie-sur-Issole
Saint-Maximin-la-Sainte-Baume
- Domaine de la Batelière
- Domaine du Deffends
- Cellier de la Sainte-Baume (cellier-sainte-baume.fr)
- Domaine de Saint-Mitre
- Domaine Saint Jean Le Vieux

Saint-Zacharie
- Les Vignerons du Garlaban

Salernes
- Cave Saint André
- Cave Coopérative Vinicole

Seillons-Source-d'Argens
- Cave Saint André

Signes
- Château de Cancerilles

Tavernes
- Coopérative vinicole "Les vignerons de la Provence Verte"
- Château La Curnière

Tourves
- Domaine de la Goujonne
- Domaine de la Julienne
- Château Lafoux
- Bergerie d’Aquino
- Domaine Les Vallons de Fontfresque

Le Val
- Château Fontainebleau
- Château Miraval

Varages
Villecroze
- Château Thuerry
- Château de Majoulière
- Domaine de Valcolombe
- Domaine Saint-Jean de Villecroze